# ECDL
ECDL — European Computer Driving Licence (ECDL — Европейские компьютерные права, также известен под названием ICDL — Международные компьютерные права) — независимая международная сертификация навыков владения персональным компьютером.
Сертификат ECDL является общепринятым в Европе и США стандартом, подтверждающим, что его обладатель знаком с основными концепциями информационных технологий, умеет пользоваться персональным компьютером и наиболее распространенными приложениями. На сегодняшний день тестирование прошли более 12 миллионов человек в 148 странах мира.
Во многих странах наличие сертификата ECDL является обязательным требованием в школах (например, Германия), вузах (например, Италия, Саудовская Аравия, Египет) или при приёме на работу или продвижении по карьерной лестнице в государственных учреждениях (например, Греция, Египет, Шри Ланка).
Хотя многие тесты не зависят от платформы и конкретного ПО, для подготовки к ним используются в основном операционные системы от Microsoft.
Курирующий орган для Российского представительства ECDL — ECDL Россия (ECDL Russia), сайт: https://ecdl.su/
Контролирующий орган для Российского представительства ECDL — Фонд ECDL (ECDL Foundation).